# Georges St-Pierre
Georges St-Pierre (* 19. Mai 1981 in Saint-Isidore, Roussillon), auch GSP genannt, ist ein ehemaliger professioneller Kampfsportler. Er war aktiv im Bereich Mixed Martial Arts, wo er UFC-Mittelgewicht sowie Weltergewicht Meister war. Georges St-Pierre wurde 2009 bei den World MMA Awards zum „Kämpfer des Jahres“ gekürt. Er besitzt den Schwarzen Gürtel in Kyokushin und Brazilian Jiu-Jitsu.

## Karriere
Georges St-Pierre gab sein UFC-Debüt bei UFC 46, wo er Karo Parisyan nach Punkten besiegte. Sein nächster Kampf in der UFC war gegen Jay Hieron bei UFC 48; er besiegte Hieron durch TKO in der ersten Runde. Nach seinem zweiten Sieg bei der UFC erhielt er die Chance auf den UFC Welterweight Title gegen Matt Hughes. Diesen Kampf verlor er jedoch durch einen Armhebel eine Sekunde vor dem Ende der ersten Runde. Es war die erste Niederlage in der Karriere von St-Pierre.
Nach seiner Niederlage konnte er bei TKO 19 Dave Strasser in der ersten Runde besiegen. Danach kehrte er wieder zur UFC zurück und besiegte Jason Miller in einem blutigen Kampf nach Punkten. Im August 2005 kämpfte Georges St-Pierre gegen Frank Trigg bei UFC 54. St-Pierre kontrollierte den Kampf und gewann durch einen Aufgabegriff in der ersten Runde. Bei UFC 56 kämpfte GSP gegen den späteren UFC-Leichtgewichtsweltmeister Sean Sherk. Er besiegte Sherk in der zweiten Runde durch TKO – St-Pierre ist der erste Kämpfer, der Sean Sherk vorzeitig besiegen konnte. Im März 2006 bei UFC 58 besiegte St-Pierre den ehemaligen UFC-Weltergewichtsweltmeister B.J. Penn nach Punkten. Dadurch stieg er zum ersten Herausforderer für den UFC-Weltergewichtsweltmeistertitel auf. Wegen einer Verletzung konnte Georges St-Pierre jedoch erst bei UFC 65 den Rückkampf gegen Matt Hughes um den UFC-Weltergewichtstitel antreten. St-Pierre gewann den Kampf durch TKO in der zweiten Runde. Nach dem Kampf unterzeichnete GSP einen Sechs-Kämpfe-Vertrag mit der UFC.
Bei UFC 69 verlor St-Pierre den Weltergewichtstitel an Matt Serra, den Gewinner des Ultimate Fighter 4, durch TKO nach 3:25 in der ersten Runde. Seinen nächsten Kampf konnte er gegen Josh Koscheck nach Punkten gewinnen. Bei UFC 79 hatte er erneut die Chance auf den UFC Interim Welterweight Title. GSP gewann den Kampf gegen Matt Hughes durch einen Armhebel nach 4:54 in der zweiten Runde und wurde somit neuer UFC Interim Welterweight Champion.
Bei UFC 83 am 19. April 2008 kämpfte St-Pierre erneut gegen Matt Serra. UFC 83 war das erste UFC-Turnier in Kanada, welches im Bell Centre in Montreal stattfand. Gegen Ende der zweiten Runde wurde der Kampf vom Schiedsrichter gestoppt, da sich Serra nicht mehr wehren konnte. Georges St-Pierre wurde neuer UFC Undisputed Welterweight Champion.
Seine erste Titelverteidigung hatte St-Pierre gegen Jon Fitch bei UFC 87. Jon Fitch hatte seine letzten 16 MMA-Kämpfe gewonnen, acht davon in der UFC. Georges St-Pierre dominierte den Kampf und gewann nach Punkten. Bei UFC 94 kämpfte GSP zum zweiten Mal gegen B. J. Penn. St-Pierre dominierte den Kampf so sehr, dass nach dem Ende der vierten Runde Penns Bruder den Schiedsrichter aufforderte, den Kampf abzubrechen. St-Pierres nächster Kampf war bei UFC 100 gegen Thiago Alves, wo ihm erneut eine erfolgreiche Titelverteidigung gelang. Die nächste Titelverteidigung gelang ihm gegen Dan Hardy bei UFC 111. St-Pierre gewann diesen Kampf durch einstimmigen Punkterichterentscheid, indem er den Kampf auf den Boden verlagerte und Hardy alle 5 Runden lang dominierte. Für die zwölfte Staffel von The Ultimate Fighter wurde St-Pierre als Coach verpflichtet. St-Pierres nächster Kampf war ein Rückkampf gegen Josh Koscheck bei UFC 124, in dem er Koscheck einstimmig nach Punkten (50-45, 50-45, 50-45) besiegte. St-Pierre dominierte, wie auch schon bei ihrem ersten Aufeinandertreffen, den Kampf – er verließ sich dieses Mal auf seine wesentlich überlegenen Boxfähigkeiten. Er landete insgesamt 55 Jabs in Form von Kopftreffern. Schon während der ersten Runde schwoll Koscheck’s rechtes Auge aufgrund eines Jabs von St-Pierre. Am Ende des Kampfes war das Auge komplett zugeschwollen und Koscheck zog sich einen Bruch der Augenhöhle zu. In der anschließenden Pressekonferenz gab St-Pierre an Koscheck unvorbereitet getroffen zu haben, indem er ihm mit Boxen entgegentrat anstatt mit Ringen.
St-Pierre’s nächster Kampf folgte gegen Jake Shields am 30. Mai 2011 in Toronto (Kanada), vor mehr als 55.000 Zuschauern, bei UFC 129. In der zweiten Runde des Kampfes, welchen St-Pierre einstimmig nach Punkten gewann, zog er sich eine Verletzung des linken Auges zu – diese machte es ihm unmöglich während der verbliebenen Zeit noch klar zu sehen.
Als nächster Gegner für St-Pierre war Nick Diaz vorgesehen. Als dieser jedoch zu mehreren Pressekonferenzen nicht erschien, wurde er durch Carlos Condit, einen Trainingspartner St-Pierres, ersetzt. Der Kampf wurde für UFC 137 angesetzt. Jedoch verletzte sich St-Pierre kurz vor dem Kampf am rechten Knie, welches ein Antreten zu dem Kampf unmöglich machte.
Währenddessen besiegte Nick Diaz B.J. Penn bei UFC 137. Diaz forderte direkt nach seinem Kampf St-Pierre heraus, indem er ihm vorwarf, sich vor dem Kampf zu drücken. St-Pierre kommentierte dies mit folgendem Satz: „He's [Nick Diaz] the most disrespectful human being I've ever met and I'm going to put the worst beating you've ever seen on him in the UFC.” (dt. “Er [Nick Diaz] ist die respektloseste Person die ich jemals getroffen habe und ich werde ihn so schlimm zurichten, wie es in der UFC noch niemand getan hat.“)
UFC-Präsident Dana White beschloss also erneut umzuschwenken und St-Pierre gegen Nick Diaz kämpfen zu lassen und setzte den Kampf für UFC 143 an.
Am 7. Dezember 2011 wurde bekannt, dass St-Pierre einen vorderen Kreuzbandriss in seinem rechten Knie erlitten hatte, welcher eine Operation benötigte. St-Pierre würde für wahrscheinlich bis zu zehn Monate aus dem Kampfgeschehen ausfallen.
Dana White beschloss somit einen Übergangstitelkampf („Interim Welterweight Championship“) zwischen Carlos Condit und Nick Diaz für UFC 143 anzusetzen. St-Pierre sollte bei seiner Rückkehr gegen den Halter dieses Übergangstitels kämpfen, um den wirklichen Champion zu ermitteln.
St-Pierre wurde in der Zwischenzeit an seinem Knie operiert. Die Operation verlief ohne Komplikationen.
Am 17. November 2012 feierte St-Pierre sein Comeback im MMA-Sport. Beim UFC-154 kämpfte der Kanadier nach 19 Monaten das erste Mal wieder im Octagon und trat in einem Titelzusammenführungskampf gegen den Interimstitelträger im Weltergewicht Carlos Condit an. Der zum "Fight of the Night" gekürte Titelkampf endete nach der vollen Distanz von 5 Runden mit einer eindeutigen Entscheidung zugunsten von Georges St-Pierre, der damit aktuell der unangefochtene UFC-Weltergewichtsmeister ist.
Am 16. November 2013 gelang es St-Pierre, seinen Titel gegen Herausforderer Hendricks zu verteidigen. Er gewann mit einer geteilten Entscheidung der Punktrichter nach Punkten. Mit 19 Siegen ist er damit der Kämpfer mit den meisten Siegen innerhalb der UFC.
Einen Monat nach dem Kampf, am 13. Dezember 2013, kündigte er seinen Rückzug aus dem Sport an und stellte seinen Titel vakant. Als Grund gab er persönliche Probleme an, ließ jedoch eine mögliche Rückkehr offen.
Am 4. November 2017 fand mit dem Debüt in der Mittelgewichtsklasse der UFC schließlich auch sein Comeback nach knapp 4 Jahren Pause statt. Der Kanadier trat bei UFC 217 gegen Michael Bisping an und besiegte ihn durch den Einsatz eines Aufgabegriffes. Somit ist St-Pierre nach dem ersten Kampf in dieser Gewichtsklasse neuer Mittelgewichtschampion der UFC.

## Filmkarriere
2014 war St-Pierre in der Rolle des Savateurs Georges Batroc in Marvels The Return of the First Avenger zu sehen, dessen Rolle er auch 2021 in der Disney+-Serie The Falcon and the Winter Soldier übernahm. Zudem spielte er eine Nebenrolle im Martial-Arts Film Kickboxer: Die Vergeltung.

## MMA-Statistik
Quelle: Sherdog
| Ergebnis   | Statistik | Gegner                               | Methode                           | Veranstaltung                       | Datum             | Runde | Zeit | Veranstaltungsort  | Anmerkungen |
| ---------- | --------- | ------------------------------------ | --------------------------------- | ----------------------------------- | ----------------- | ----- | ---- | ------------------ | --- |
| Sieg       | 26–2      | Michael Bisping                      | Submission (RNC)                  | UFC 217 – Bisping vs. St-Pierre     | 4. November 2017  | 3     |      | New York, USA      | Comeback nach 4 Jahren Pause, erster Kampf im Mittelgewicht, Mittelgewichtschampion und damit einer der wenigen, die 2 Titel in verschiedenen Gewichtsklassen gewonnen haben |
| Sieg       | 25–2      | Johny "Bigg Rigg" Hendricks          | Entscheidung (Geteilt)            | UFC 167 – St. Pierre vs. Hendricks  | 16. November 2013 | 5     | 5:00 | Las Vegas, USA     | Hauptkampf der Veranstaltung |
| Sieg       | 24–2      | Nick Diaz                            | Entscheidung (Einstimmig)         | UFC 158 – St. Pierre vs. Diaz       | 16. März 2013     | 5     | 5:00 | Québec, Kanada     | Hauptkampf der Veranstaltung |
| Sieg       | 23–2      | Carlos 'Natural Born Killer' Condit  | Entscheidung (Einstimmig)         | UFC 154 – St. Pierre vs. Condit     | 17. November 2012 | 5     | 5:00 | Québec, Kanada     | Comeback nach Knieverletzung und Hauptkampf der Veranstaltung |
| Sieg       | 22–2      | Jake Shields                         | Entscheidung (Einstimmig)         | UFC 129 – St. Pierre vs. Shields    | 30. April 2011    | 5     | 5:00 | Toronto, Kanada    | Hauptkampf der Veranstaltung |
| Sieg       | 21–2      | Josh 'Kos' Koscheck                  | Entscheidung (Einstimmig)         | UFC 124 – St. Pierre vs. Koscheck 2 | 11. Dezember 2010 | 5     | 5:00 | Québec, Kanada     | Hauptkampf der Veranstaltung |
| Sieg       | 20–2      | Dan 'The Outlaw' Hardy               | Entscheidung (Einstimmig)         | UFC 111 – St. Pierre vs. Hardy      | 27. März 2010     | 5     | 5:00 | Newark, USA        | Hauptkampf der Veranstaltung |
| Sieg       | 19–2      | Thiago 'Pitbull' Alves               | Entscheidung (Einstimmig)         | UFC 100 – Lesnar vs. Mir 2          | 11. Juli 2009     | 5     | 5:00 | Las Vegas, USA     | |
| Sieg       | 18–2      | B.J. 'The Prodigy' Penn              | TKO (Handtuch)                    | UFC 94 – St. Pierre vs. Penn 2      | 31. Januar 2009   | 4     | 5:00 | Las Vegas, USA     | Hauptkampf der Veranstaltung |
| Sieg       | 17–2      | Jon Fitch                            | Entscheidung (Einstimmig)         | UFC 87 – Seek and Destroy           | 9. August 2008    | 5     | 5:00 | Minneapolis, USA   | Hauptkampf der Veranstaltung |
| Sieg       | 16–2      | Matt 'The Terror' Serra              | TKO (Knie zum Körper)             | UFC 83 – Serra vs. St. Pierre 2     | 19. April 2008    | 2     | 4:45 | Québec, Kanada     | Hauptkampf der Veranstaltung |
| Sieg       | 15–2      | Matt Hughes                          | Aufgabe (Armhebel)                | UFC 79 – Nemesis                    | 29. Dezember 2007 | 2     | 4:54 | Las Vegas, USA     | Hauptkampf der Veranstaltung |
| Sieg       | 14–2      | Josh 'Kos' Koscheck                  | Entscheidung (Einstimmig)         | UFC 74 – Respect                    | 25. August 2007   | 3     | 5:00 | Las Vegas, USA     | |
| Niederlage | 13–2      | Matt 'The Terror' Serra              | TKO (Schläge)                     | UFC 69 – Shootout                   | 7. April 2007     | 1     | 3:25 | Houston, USA       | Hauptkampf der Veranstaltung |
| Sieg       | 13–1      | Matt Hughes                          | TKO (Schläge und Tritte zum Kopf) | UFC 65 – Bad Intentions             | 18. November 2006 | 2     | 1:25 | Sacramento, USA    | Hauptkampf der Veranstaltung |
| Sieg       | 12–1      | B.J. 'The Prodigy' Penn              | Entscheidung (Geteilt)            | UFC 58 – USA vs. Canada             | 4. März 2006      | 3     | 5:00 | Las Vegas, USA     | |
| Sieg       | 11–1      | Sean 'The Muscle Shark' Sherk        | TKO (Schläge und Ellenbogen)      | UFC 56 – Full Force                 | 19. November 2005 | 2     | 2:53 | Las Vegas, USA     | |
| Sieg       | 10–1      | Frank 'Twinkle Toes' Trigg           | Aufgabe (Rear-Naked Choke)        | UFC 54 – Boiling Point              | 20. August 2005   | 1     | 4:09 | Las Vegas, USA     | |
| Sieg       | 9–1       | Jason 'Mayhem' Miller                | Entscheidung (Einstimmig)         | UFC 52 – Couture vs. Liddell 2      | 16. April 2005    | 3     | 5:00 | Las Vegas, USA     | |
| Sieg       | 8–1       | Dave Strasser                        | Aufgabe (Kimura)                  | TKO 19 – Rage                       | 29. Januar 2005   | 1     | 1:52 | Québec, Kanada     | Hauptkampf der Veranstaltung |
| Niederlage | 7–1       | Matt Hughes                          | Aufgabe (Armhebel)                | UFC 50 – The War of '04             | 22. Oktober 2004  | 1     | 4:59 | Atlantic City, USA | |
| Sieg       | 7–0       | Jay 'The Thoroughbred' Hieron        | TKO (Schläge)                     | UFC 48 – Payback                    | 19. Juni 2004     | 1     | 1:42 | Las Vegas, USA     | |
| Sieg       | 6–0       | Karo 'The Heat' Parisyan             | Entscheidung (Einstimmig)         | UFC 46 – Supernatural               | 31. Januar 2004   | 3     | 5:00 | Las Vegas, USA     | |
| Sieg       | 5–0       | Pete 'The Secret Weapon' Spratt      | Aufgabe (Rear-Naked Choke)        | TKO 14 – Road Warriors              | 29. November 2003 | 1     | 3:40 | Québec, Kanada     | |
| Sieg       | 4–0       | Thomas 'Wildman' Denny               | TKO (Cut)                         | UCC 12 – Adrenaline                 | 25. Januar 2003   | 2     | 4:45 | Québec, Kanada     | |
| Sieg       | 3–0       | Travis 'The Gladiator' Galbraith     | TKO (Ellenbogen)                  | UCC 11 – The Next Level             | 11. Oktober 2002  | 1     | 2:03 | Québec, Kanada     | |
| Sieg       | 2–0       | Justin 'Loaf' Bruckmann              | Aufgabe (Armhebel)                | UCC 10 – Battle for the Belts 2002  | 15. Juni 2002     | 1     | 3:53 | Québec, Kanada     | |
| Sieg       | 1–0       | Ivan 'Pride of El Salvador' Menjivar | TKO (Schläge)                     | UCC 7 – Bad Boyz                    | 25. Januar 2002   | 1     | 4:50 | Montreal, Kanada   | |

## Filmografie (Auswahl)
- 2009: Kill or Get Killed (Never Surrender)
- 2009: Hell’s Chain
- 2009: Death Warrior
- 2010: Striking Truth
- 2014: The Return of the First Avenger (Captain America: The Winter Soldier)
- 2016: Kickboxer: Die Vergeltung (Kickboxer: Vengeance)
- 2021: The Falcon and the Winter Soldier (Fernsehserie, 3 Folgen)
- 2021: What If…? (Fernsehserie, Folge 1x09, Stimme)
- 2024: Der Käfig (La Cage; Fernsehserie)